# سونيا باسو
سونيا باسو (بالإيطالية: Sonia Basso)‏ هي متزحلقة إيطالية، ولدت في 7 يوليو 1954.